# Revaler Stadtbefestigung

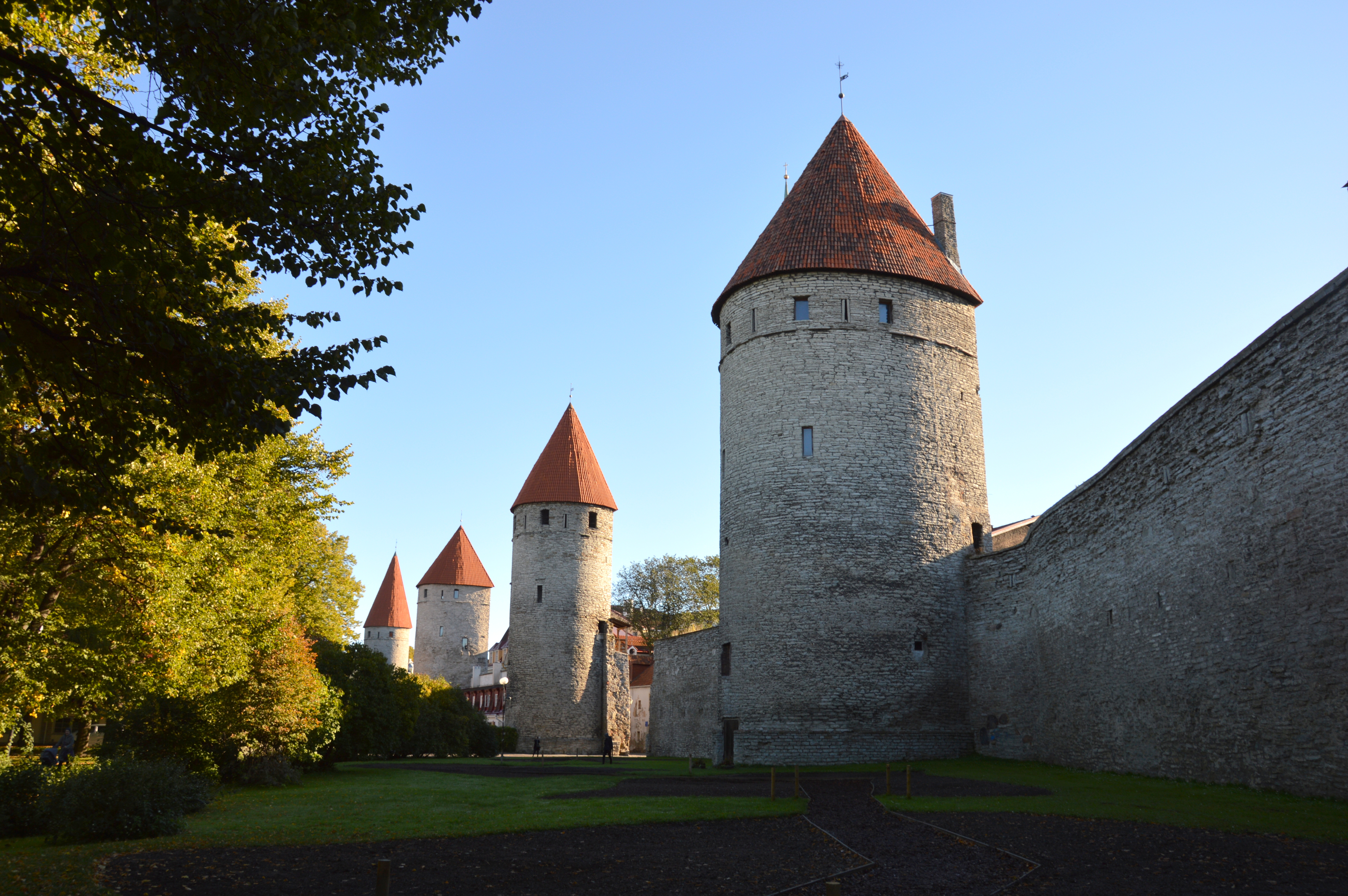
Revaler Stadtbefestigung mit Reeperbahnturm, Plate-Turm, Epping-Turm und dem Turm hinter Grusbeke (von vorn nach hinten)

Die  Revaler Stadtbefestigung (estnisch Tallinna linnamüür) ist die historische Stadtbefestigung der estnischen Hauptstadt Tallinn (Reval).

## Architektur und Geschichte

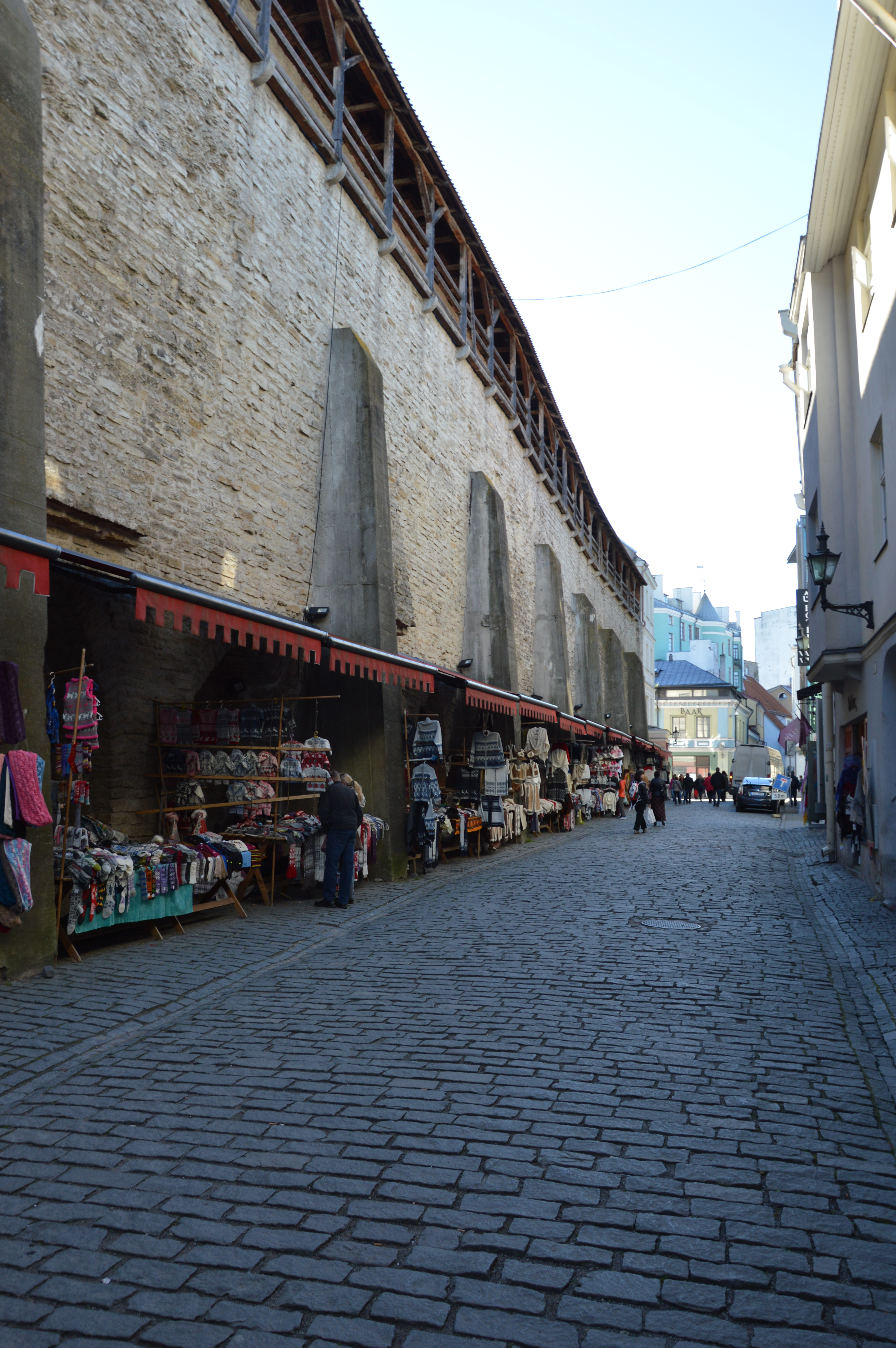
Mauerstraße

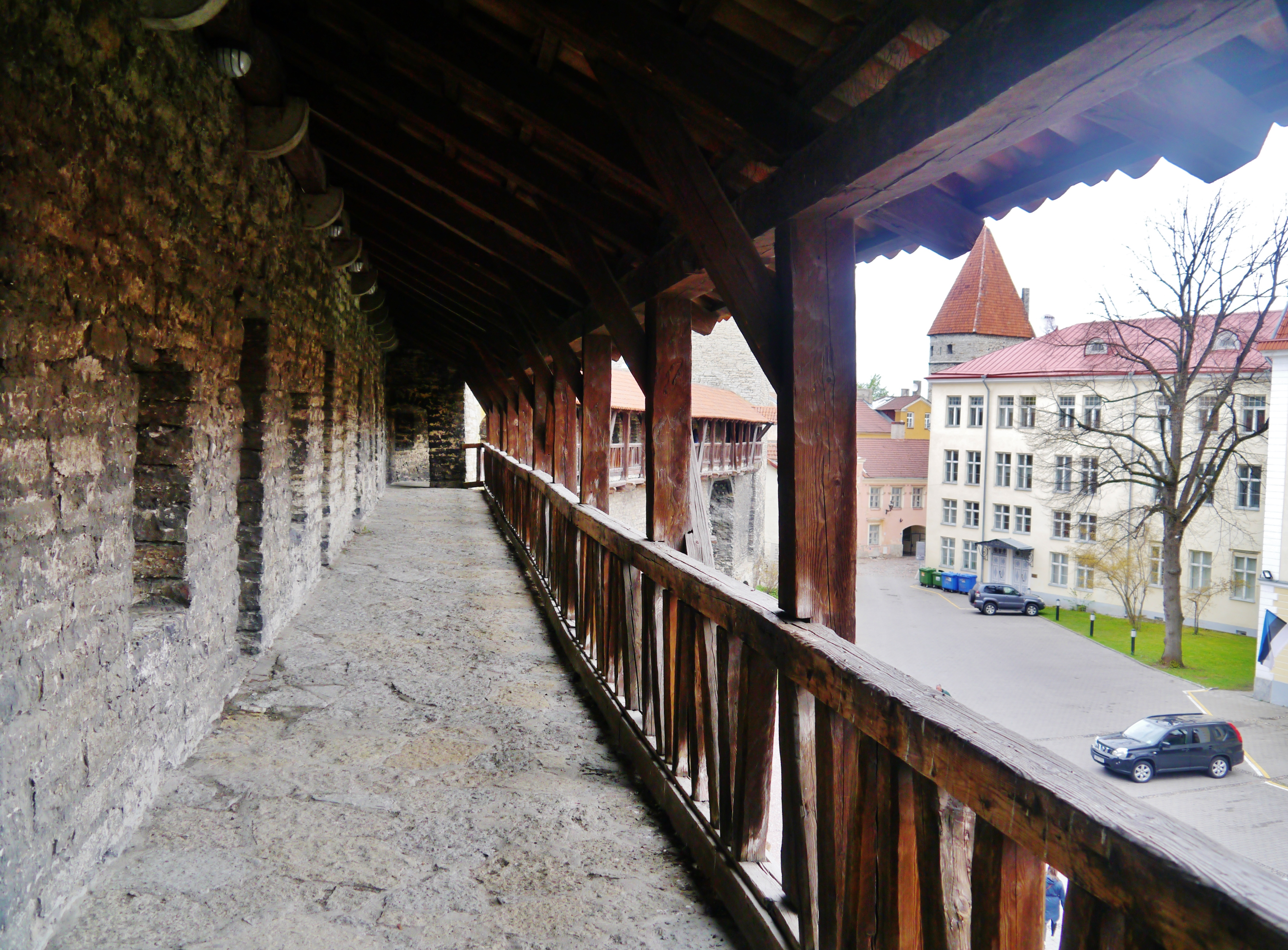
Wehrgang

Die Stadtmauer Revals entstand ab der zweiten Hälfte des 13. Jahrhunderts zunächst auf den 1265 erfolgten Befehl der dänischen Königin Margarethe. Der Ausbau der Befestigungsanlagen zog sich über 300 Jahre hin, sie mussten wiederholt der veränderten Waffentechnik angepasst werden. Reval gehörte im Mittelalter zu den am besten befestigten Städten an der Ostsee. Eine erste Liste der Türme ist aus dem Jahr 1355 erhalten und führte damals elf Türme auf. Die Stadtmauer umfasste letztlich eine Länge von 2,35 Kilometer. Sie war 13 bis 16 Meter hoch, zwei bis drei Meter dick und verfügte über 40 Türme. Andere Angaben nennen 46 bzw. sogar fast 60 Türme. 26 Türme und 1,85 Kilometer Stadtmauer der Stadtbefestigung sind bis heute erhalten. 
Im 17. Jahrhundert erfolgte unter schwedischer Herrschaft eine nochmalige Modernisierung. Vor dem alten Turm Kiek in de Kök wurde die Bastion Ingermanland, am Hafen vor der Dicken Margarethe die Bastion Schonen errichtet.
In der Mitte des 19. Jahrhunderts wurde, wie auch in anderen Städten, mit dem Rückbau der Stadtbefestigung begonnen. So entfernte man die militärisch bedeutungslos gewordenen Bastionen und auch Teile der älteren Stadtbefestigung. Man besann sich dann jedoch im Sinne des Denkmalschutzes auf einen weitgehenden Erhalt der historischen Befestigungsanlagen. Heute ist die Stadtbefestigung eine bedeutende Sehenswürdigkeit der Stadt. An die Stelle der abgetragenen Bastionen traten häufig Parkanlagen wie der Lindaberg.